# Draculo shango
Draculo shango är en fiskart som först beskrevs av Davis och Robins, 1966.  Draculo shango ingår i släktet Draculo och familjen sjökocksfiskar. Inga underarter finns listade i Catalogue of Life.